# Kismet (Kansas)
Kismet es una ciudad ubicada en el condado de Seward en el estado estadounidense de Kansas. En el año 2010 tenía una población de 459 habitantes y una densidad poblacional de 765 personas por km².

## Geografía
Kismet se encuentra ubicada en las coordenadas 37°12′18″N 100°42′4″O / 37.20500, -100.70111 (37.205043, -100.701081).

## Demografía
Según el Censo del 2000, había 484 personas, 49 penas grandes, 159 casas, y 123 familias viviendo en la ciudad. La densidad demográfica fue de 812.5/km² (2,097.0/mi²). Había 172 unidades de alojamiento en un promedio de densidad media de 288.7/km² (745.2/mi²). La composición racial de la ciudad fue 71.90% Blanco, 1.24% Africano Americano, 0.62% Nativo Americano, 21.07% de otras razas, y 5.17% de  dos o más razas hispánicas o latinas de cualquier raza fue 32.23% de la población.
Había 159 casas en las cuales, el 54.7% tenían niños menores de 18 años de edad, viviendo en ellas, el 66.0% era convivencia de matrimonios viviendo juntos, 7.5% tenían como cabeza de familia a una mujer sin la presencia del esposo, y el 22.6% eran no-familias. El 19.5% de todas las casas estaban compuestas por individuos, y el 7.5% de los que vivían solos eran de 65 años o de más edad. El tamaño medio de casas era de  3.04 y el tamaño de familia medio era de 3.51.
En la ciudad la población se componía de un 37.8% de menores de 18 años de edad, 7.9% de 18 a 24, 29.5% de 25 a 44, 17.1% de 45 a 64, y 7.6% quienes eran de 65 años o de más edad. La edad media era de 28 años de edad. Por cada 100 mujeres, había 106.8 varones. Por cada 100 mujeres de 18 años o más, había 102.2 varones.
Según la Oficina del Censo en 2000 los ingresos medios por hogar en la localidad eran de $39,531 y los ingresos medios por familia eran $38,750. Los hombres tenían unos ingresos medios de $25,729 frente a los $29,583 para las mujeres. La renta per cápita para la localidad era de $15,600. Alrededor del 11.2% de la población estaban por debajo del umbral de pobreza.